# Мечеть (река)
Мечеть — река в России, протекает в Бобровском районе Воронежской области. Левый приток реки Битюг.

## География
Река Мечеть берёт начало юго-западнее села Анновка. Течёт на запад по открытой местности. Устье реки находится у села Мечётка в 53 км по левому берегу реки Битюг. Длина реки составляет 26 км, площадь водосборного бассейна 162 км². 

## Данные водного реестра
По данным государственного водного реестра России относится к Донскому бассейновому округу, водохозяйственный участок реки — Битюг, речной подбассейн реки — бассейны притоков Дона до впадения Хопра. Речной бассейн реки — Дон (российская часть бассейна).
По данным геоинформационной системы водохозяйственного районирования территории РФ, подготовленной Федеральным агентством водных ресурсов:
- Код водного объекта в государственном водном реестре — 05010100912107000004269
- Код по гидрологической изученности (ГИ) — 107000426
- Код бассейна — 05.01.01.009
- Номер тома по ГИ — 07
- Выпуск по ГИ — 0